# Gumillea
Gumillea là một chi thực vật hạt kín chỉ chứa 1 loài với danh pháp Gumillea auriculata và chỉ được biết đến từ một mẫu vật duy nhất, được thu thập vào cuối thế kỷ 18 tại Peru. Nó được Hipólito Ruiz López và José Antonio Pavón đặt tên.
George Bentham và Joseph Hooker đặt nó trong họ Cunoniaceae và xử lý này đã từng được Adolf Engler cũng như phần lớn các tác giả khác tuân theo. Tuy nhiên, xử lý bao hàm toàn diện nhất về họ Cunoniaceae trong thời gian sau này đã loại nó ra khỏi họ này. Năm 2009, Armen Leonovich Takhtadjan đã đặt Gumillea vào họ Simaroubaceae. Một bài báo năm 2007 về họ Simaroubaceae chứa danh sách các chi trong họ. Chi Gumillea không có trong danh sách này, nhưng các tác giả cũng không cung cấp danh sách hay đoạn viết về các chi bị loại ra.
Gumillea cũng đã từng được coi là từ đồng nghĩa của Picramnia nhưng nguồn cuối cùng của thông tin này là mờ mịt và nó không được nhắc tới trong bất kỳ xử lý nào gần đây của chi Picramnia. Đáng để lưu ý rằng, trên bản in thạch bản của mình cho Gumillea, Ruiz và Pavón đưa ra 11 noãn hoặc hạt chưa thuần thục, được tách ra từ một bầu nhụy 2 ngăn. Nhưng bầu nhụy trong Picramnia thường có 3 tới 4 ngăn (hiếm khi 2) và ở đây luôn luôn có 2 noãn mỗi ngăn.
Có thể xác định được các mối quan hệ của Gumillea nếu DNA có thể được tách ra từ mẫu vật đang tồn tại. DNA đã từng được khuếch đại từ các mẫu vật có độ tuổi tương tự. Tuy nhiên, bất kỳ vật liệu nào được sử dụng trong nghiên cứu như vậy có thể là không bao giờ thay thế được.